# Psammodromus microdactylus
La Psammodromus verde o  Psammodromus de dedos pequeños (Psammodromus microdactylus) es una especie de lagartija de la familia de los Lacertidae.  Esta lagartija es un endemismo de Marruecos.
Su hábitat natural son los lugares de vegetación arbustiva de tipo mediterráneo y pastizales templados.
Está amenazada por la pérdida de su hábitat.